# Comospermum yedoense

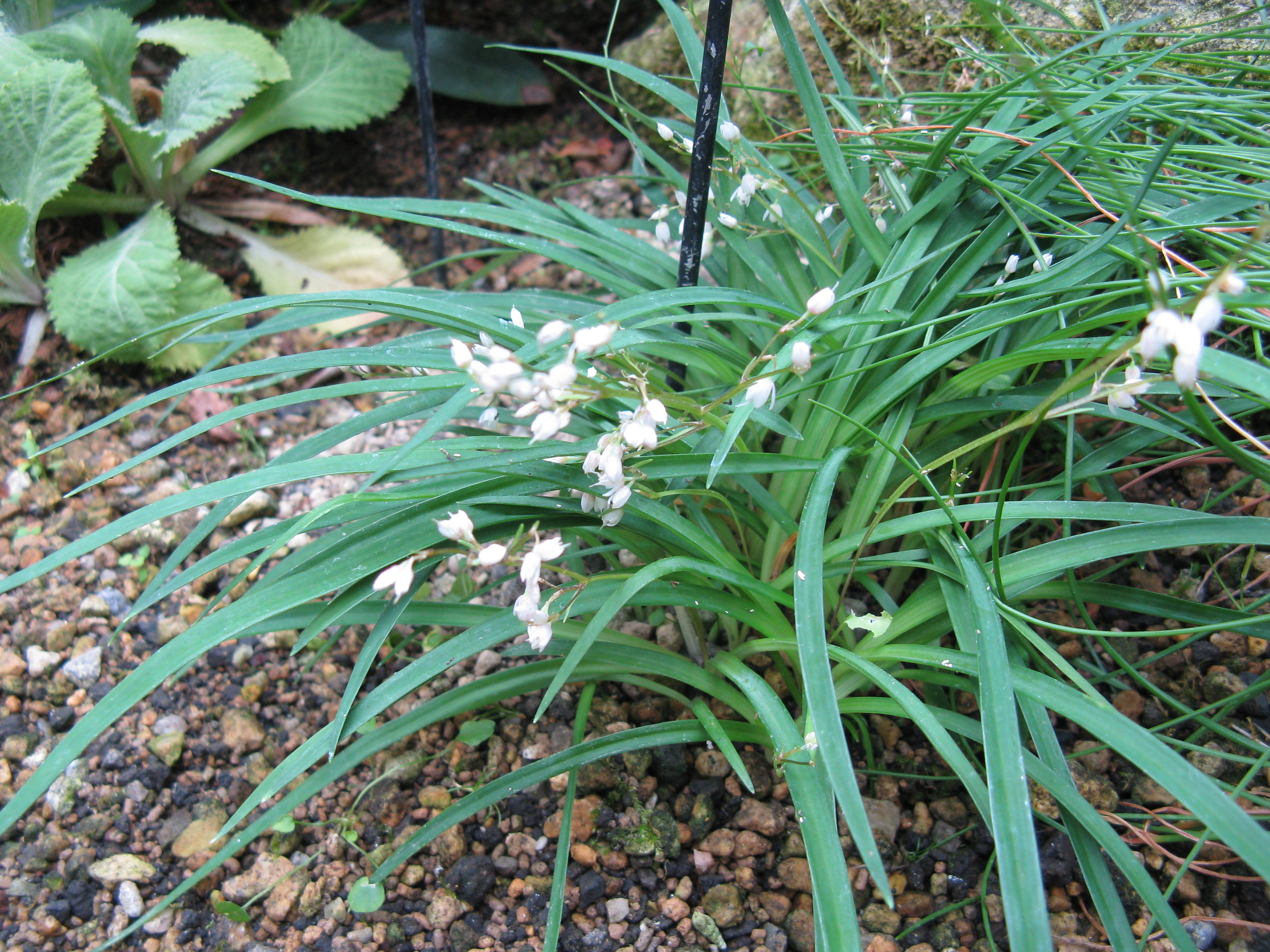

Comospermum yedoense Rauschert – gatunek roślin z rodziny szparagowatych, występujący endemicznie w Japonii, na wyspach Kiusiu, Sikoku oraz na półwyspie Kii, na wyspie Honsiu.  

## Morfologia
PokrójKępiaste rośliny zielne.
PędKrótkie kłącze.
LiścieLiście odziomkowe, naprzemianległe, wąsko taśmowate, zakrzywione, o długości 10–50 cm.
KwiatyPęd kwiatostanowy o długości 15–40 cm, spłaszczony, z lekko skrzydełkowatymi brzegami. Kwiaty zebrane w wiechę. Okwiat biały do różowego, sześciolistkowy, listki wolne. Pręcików sześć, wolnych. W zależności od rośliny pręciki bądź są długości listków okwiatu, bądź są dłuższe. Słupek górny. Zalążnia trójkomorowa z zarodkami położonymi kątowo. Szyjka słupka długa i wąska, zakończona małym, brodawkowatym znamieniem. W kwiecie obecne są małe, przegrodowe miodniki, położone w górnej części zalążni. W każdej komorze zalążni zwykle obecne są dwa zalążki.
OwoceNasiona trójkątne, brązowe, z kępką białych włosków na jednym końcu.

## Biologia i ekologia
RozwójWieloletnie rośliny wiecznie zielone.
GenetykaLiczba chromosomów 2n = 40.

## Systematyka
Należy do monotypowego rodzaju Comospermum Rauschert w podrodzinie Nolinoideae w rodzinie szparagowatych Asparagaceae. We wcześniejszych ujęciach taksonomicznych zaliczany był do rodzin agawowych, Anthericaceae, konwaliowatych, liliowatych lub myszopłochowatych. 

## Nazewnictwo
Etymologia nazwy naukowejNazwa naukowa rodzaju pochodzi od greckich słów κόμη (komi — kępka włosów) i σπέρμα (sperma — nasienie). Nazwa gatunkowa pochodzi od dawnej nazwy obecnej stolicy Japonii: Edo.
Synonimy nomenklaturowe
- (bazonim) Anthericum yedoense Maxim. ex Franch. & Sav., Enum. Pl. Jap. 2: 529 (1878).
- Bulbinella yedoensis (Maxim. ex Franch. & Sav.) Matsum., Bot. Mag. (Tokyo) 15: 39 (1901).
- Alectorurus yedoensis (Maxim. ex Franch. & Sav.) Makino, Bot. Mag. (Tokyo) 22: 16 (1908).

Synonimy taksonomiczne
- Alectorurus platypetalus  Masam., Prelim. Rep. Veg. Yakus.: 53 (1929).
- Alectorurus yedoensis var. platypetalus (Masam.) Masam., J. Soc. Trop. Agric. 2: 153 (1930).
- Comospermum platypetalum  (Masam.) Rauschert, Taxon 31: 560 (1982).